# Нека стари ко волети не зна
Нека стари ко волети не зна је деби студијски албум фолк певачице Снеки Бабић издат 1988. године за ЗКП РТВЛ.
Издат је у виду грамофонске плоче и радио касете. Музику су радили Жарко Павловић Ваљевац, Предраг Неговановић и Александар Кораћ, уз оркестар Новице Неговановића који је радио аранжмане и на текстове Светозара Балтића.

## Списак песама
| №  | Назив                       | Трајање |  |
| 1. | Нека стари ко волети не зна | 3:38    |  |
| 2. | Сањала бих те               | 3:37    |  |
| 3. | Пусти ме                    | 3:30    |  |
| 4. | И ја сам ти болна била      | 2:44    |  |
| 5. | Југославијо љубави моја     | 4:10    |  |
| 6. | А ја хоћу нешто друго       | 3:10    |  |
| 7. | Грешке си чинио сам         | 2:40    |  |
| 8. | Сама                        | 3:12    |  |